# Kheshig
Kheshig, parola di lingua mongola traducibile come "favorito"/"beneamato", è il termine con cui si indica la guardia reale deputata alla difesa dell'incolumità del Gran Khan dell'impero mongolo. Il comandante in capo del kheshig era denominato Cherbi.

## Storia
Il Kheshig venne istituito nel 1203 da Gengis Khan a difesa della propria persona. Si componeva, inizialmente, di circa due centurie di soldati (70 guardie diurne ed 80 guardie notturne) divise in quattro gruppi sotto il comando di un differente generale (Mukhali, Chormagan, Bogorchu e Borokhula). Il prestigio del corpo ed il trattamento di grande favore di cui godette da parte del Khan ne fece la meta carrieristica più ambita dai soldati dell'armata mongola.

Al tempo di Kublai Khan (regno 1260-1294), gli effettivi del Kheshig arrivavano alle 12.000 unità, comandati dai discendenti diretti dei primi quattro ufficiali in capo.